# Einkommensverteilung in den Niederlanden
Die Einkommensverteilung in den Niederlanden befasst sich mit der personellen Verteilung der Einkommen in den Niederlanden. Die personelle Einkommensverteilung beschreibt, wie das Einkommen einer Volkswirtschaft auf einzelne Personen oder Gruppen (z. B. Privathaushalte) verteilt ist.
Im Jahr 2017 lag der Gini-Koeffizient in den Niederlanden bei 0,27, welcher nach Eurostat mittels des verfügbaren Äquivalenzeinkommens berechnet wird. Im Vergleich mit den Mitgliedsstaaten der Europäischen Union belegten die Niederlande damit den 6. Rang. Der Mittelwert der verfügbaren Äquivalenzeinkommen in den Niederlanden betrug 2017 26.350 €, das Medianeinkommen lag im selben Jahr bei 23.560 €. Die Top 10 % der Einkommensverteilung verdienten 14,2 % des niederländischen Gesamteinkommen und lagen damit unter dem EU-27 Durchschnitt. Das Einkommensquintilverhältnis betrug 2017 4,0, die reichsten 20 % der Einkommensverteilung erhielten demnach das 4-fache der verfügbaren Einkommen der ärmsten 20 % der Einkommensverteilung. Die Armutsgefährdungsquote lag in den Niederlanden 2017 bei 13,2 % und lag damit unter dem EU-27 Durchschnitt, welcher 16,9 % betrug.

## Methoden zu Darstellung und Berechnung der Einkommensverteilung

### Unterscheidung zwischen Markteinkommen, Sekundäreinkommen, verfügbarem Einkommen und Äquivalenzeinkommen
Das Markteinkommen (oder Primäreinkommen) stellt das primäre Einkommen dar. Dieses setzt sich aus den Einkommen aus selbständiger wie unselbstständiger Erwerbstätigkeit, Geschäftstätigkeit, Vermietung und Kapital vor Steuern und Abgaben zusammen. Das Sekundäreinkommen berücksichtigt Sozialabgaben, direkte Steuern sowie öffentliche (z. B. Sozialhilfe, Arbeitslosengeld) und private (z. B. Unterhalt) Transfers. Somit ist das Sekundäreinkommen das verfügbare Einkommen der privaten Haushalte, welches für den privaten Konsum und private Ersparnis zur Verfügung steht. Der Vergleich zwischen dem Markteinkommen und dem verfügbaren Einkommen gibt Aufschluss über die Stärke der verteilungspolitischen Maßnahmen durch die öffentliche Hand.
Im Jahr 1987 betrug die Armutsquote in den Niederlanden vor staatlichen Leistungen noch 26,4 %, nach den staatlichen Verteilungsmaßnahmen nur mehr 6,4 %. Schon wenige Jahre später im Jahr 1993 betrug die Armutsquote vor staatlichen Leistungen 27,9 % und fiel nur mehr auf 9,8 %. Dieser Zeitraum stellt auch die markantesten Veränderungen in der Nachkriegszeit dar. Diese Entwicklung ist auch bei den Gini-Koeffizienten ersichtlich, sowohl vom Markteinkommen als auch von den verfügbaren Einkommen. Hier zeigt sich, dass von 1987 bis 1993 der Gini-Koeffizient der verfügbaren Einkommen von 27,5 auf 31,1 und der Gini-Koeffizient der Markteinkommen von 40,3 auf 43,1 anstieg. Im Jahr 1995 kam es zu einer Steuerreform, in der eine progressivere Einkommensteuer umgesetzt wurde. Dies führte zu einem sinkenden Gini-Koeffizienten bis zum Jahr 2005, seither ist mit Ausnahme von kurzfristigen Schwankungen nach der Wirtschaftskrise 2008 eine relativ konstante Entwicklung ersichtlich.
Das Äquivalenzeinkommen ist jenes Einkommen, das jedem Mitglied eines Haushalts, wenn es erwachsen wäre und alleine lebte, den gleichen (äquivalenten) Lebensstandard ermöglichen würde, den es innerhalb der Haushaltsgemeinschaft hat. Dazu wird das Einkommen des gesamten Haushalts addiert und anschließend mithilfe einer Äquivalenzskala gewichtet. Die Gewichtung richtet sich nach Anzahl und Alter der Personen der Haushaltsgemeinschaft.

## Überblick Einkommensverteilungsindikatoren

Mittelwert und Median der Einkommen in den Niederlanden, 1996–2017; bereinigt mittels HVPI (2015=100)

### Durchschnitts- und Medianeinkommen
Ordnet man die verfügbaren Einkommen nach Einkommenshöhe, so entspricht genau jene Person, welche in der Mitte dieser Verteilung liegt, dem mittleren Einkommen (Median). Der Mittelwert beschreibt das durchschnittliche Einkommen. Wird der Durchschnitt der Einkommen zum Median-Einkommen verglichen, kann dies Aufschluss über die Einkommensverteilung geben. Ist die Differenz hoch, ist dies ein Indiz auf eine ungleiche Verteilung. Dies liegt daran, dass der Median im Vergleich zum Mittelwert statistisch robust gegenüber Ausreißern ist. Diese Ausreißer sind zum Beispiel sehr hohe Einkommen am Ende der Einkommensverteilung.
Der Mittelwert des nominellen Äquivalenzeinkommens hatte über den Zeitraum von 1996 bis 2017 (mit Ausnahme 2002–2004 wegen einer Datenlücke) stets ein höheres Niveau im Vergleich zum Median. Dennoch sind sowohl der Mittelwert als auch der Median der nominellen Äquivalenzeinkommen (nicht inflationsbereinigt) in diesem Zeitraum markant gestiegen. 2005 lag der Mittelwert des nominellen Äquivalenzeinkommen bei 18.900 Euro, der Median lag im selben Jahr bei 17.000 Euro. Bis 2017 stieg der Mittelwert des nominellen Äquivalenzeinkommen auf 26.350 Euro und der Median auf 23.560 Euro, was einer Wachstumsrate von etwa 39 % von Mittelwert und Median entspricht. Von 2008 bis 2014 stagnierte das nominelle Äquivalenzeinkommen, bevor es ab 2014 wieder anstieg.
Das reale Äquivalenzeinkommen (inflationsbereinigt mittels HVPI) stieg über den Zeitraum von 1996 bis 2017 schwächer als das nominelle Äquivalenzeinkommen. Bis 2000 lag das durchschnittliche reale Äquivalenzeinkommen bei etwa 20.000 Euro, von 2005 bis 2009 stieg es etwas rasanter auf 22.000 Euro an. Ab 2009 ist ein Abwärtstrend des realen Äquivalenzeinkommens zu beobachten.

### Gini-Koeffizient

Gini-Koeffizient für Markteinkommen und verfügbare Einkommen in den Niederlanden von 2011 bis 2016 (OECD)

Gini-Index der verfügbaren Einkommen für Niederlande und Nachbarländer (Belgien, Deutschland, Vereinigtes Königreich), 2004–2017 (Eurostat)

Der Gini-Koeffizient ist ein Maß für die Verteilung der Einkommen und nimmt Werte zwischen 0 und 1 an. Ein Gini-Koeffizient von 0 besagt, dass alle Individuen einer Volkswirtschaft exakt das gleiche Einkommen beziehen. Auf der anderen Seite stellt ein Gini-Koeffizient von 1 die größte Ungleichverteilung dar – eine Person hält das gesamte Einkommen. Der Gini-Koeffizient kann auch auf Basis einer Index-Skala abgebildet werden, dem Gini-Index, welcher zwischen 0 und 100 liegt, wobei die Interpretation gleich dem Gini-Koeffizienten ist. Ein Wert von 0 bedeutet vollkommene Gleichheit und ein Wert von 100, vollkommene Ungleichheit der Einkommen.
Bei der Betrachtung des Gini-Koeffizienten/Gini-Index ist zu beachtender ss die zur Berechnung zugrunde liegenden Daten nicht die Gesamtheit der Bevölkerung beinhalten., Individuen die im informellen Sektor toder ind, sowie Obdachlose fallen aus der Erhebung heraus. Des Weiteren macht der Gini-Koeffizient keine Angaben über die absolute Einkommenshöhe der jeweiligen Bevölkerung. Dies bedeutet, dass ein Land mit sehr niedrigen Einkommen eine gleiche Einkommensverteilung (geringer Gini-Koeffizient) aufweisen und trotzdem eine arme Bevölkerung haben kann.
Beim Umgang mit dem Gini-Koeffizient ist zu beachten, welche Einkommenskategorie als Berechnungsgrundlage herangezogen wird. Dabei ist zwischen Markteinkommen und verfügbarem Einkommen zu unterscheiden. Der Vergleich zwischen dem Gini-Koeffizienten des Markteinkommens (vor Steuern und Transfers) und des verfügbaren Einkommens (nach Steuern und Transfers) gibt Aufschluss über die Umverteilungsmaßnahmen eines Staates. Der Gini-Koeffizient des Markteinkommens in den Niederlanden betrug im Jahr 2017 etwas weniger als 0,45. Der Gini-Koeffizient des verfügbaren Einkommens lag bei 0,28. Die Rolle des niederländischen Staates bei der Umverteilung der Einkommen wird hier deutlich. Der Gini-Koeffizient in den Niederlanden gemessen am verfügbaren Einkommen fällt um ca. 0,15 niedriger aus, als wenn das Ungleichheitsmaß basierend auf Markteinkommen berechnet wird.
Im Vergleich zu den Nachbarländern und auch zum EU-27 Durchschnitt verzeichnen die Niederlande über den gesamten Zeitverlauf von 2005 bis 2017 relativ gesehen eine geringere Einkommensungleichheit bei den verfügbaren Äquivalenzeinkommen (hier berechnet mit Gini-Index von Eurostat). Nur in Belgien ist der Gini-Index vor der Wirtschaftskrise und nach 2013 auf einem niedrigeren Level angesiedelt. Der Gini-Index der Niederlande stieg ab 2013 von 25,0 auf 27,1 an, was auf eine ungleichere Einkommensverteilung schließen lässt.

### S80/S20 Einkommensquintilverhältnis

S80/S20 Einkommensquintilverhältnis für Frauen und Männer in den Niederlanden, 1995–2017

Das 80/20 Einkommensquintilverhältnis gibt das Verhältnis des Gesamteinkommens von den 20 % der Bevölkerung mit dem höchsten Einkommen (oberstes Quintil) zum Gesamteinkommen von den 20 % der Bevölkerung mit dem niedrigsten Einkommen (unterstes Quintil) an. Das Einkommensquintilverhältnis hat sich in den letzten zwölf Jahren in den Niederlanden nur geringfügig verändert. So liegt der Wert sowohl 1995 bei 4,2 und auch 2017 bei 4,0. Dies bedeutet, dass die reichsten 20 % der Niederlande das Vierfache an Einkommen im Vergleich zu den ärmsten 20 % im Jahr 2017 lukrierten. Beim EU-27-Durchschnitt betrug das 80/20-Verhältnis 2017 5,0 und lag damit über dem Wert der Niederlande. Grundsätzlich lagen die Niederlande seit 2005 immer deutlich unter dem EU-27 Durchschnitt.

Geschlechtsspezifisches Verdienstgefälle (unbereinigt) in den NACE Kategorien Industrie, Baugewerbe und Dienstleistungen (ohne Öffentliche Verwaltung, Verteidigung und Sozialversicherung) in den Niederlanden und EU27, 2007–2017

| S80/S20 Einkommensquintilsverhältnis in den Niederlanden und EU-27 |      |      |      |      |      |     |      |      |      |      |      |      |      |      |      |      |      |      |      |      |      |
|                                                                    | 1995 | 1996 | 1997 | 1998 | 1999 | 200 | 2001 | 2002 | 2005 | 2006 | 2007 | 2008 | 2009 | 2010 | 2011 | 2012 | 2013 | 2014 | 2015 | 2016 | 2017 |
| EU-27                                                              |      |      |      |      |      |     |      |      |      |      | 5,0  | 5,0  | 4,9  | 4,9  | 5,0  | 5,0  | 5,0  | 5,2  | 5,2  | 5,2  | 5,1  |
| Niederlande                                                        | 4,2  | 4,4  | 3,6  | 3,6  | 3,7  | 4,1 | 4,0  | 4,0  | 4,0  | 3,8  | 4,0  | 4,0  | 4,0  | 3,7  | 3,8  | 3,6  | 3,6  | 3,8  | 3,8  | 3,9  | 4,0  |

### Top 10% Einkommensanteil

Anteil der Top 10 % am nationalen Äquivalenzeinkommen in den Niederlanden, 2007–2017

Sortiert man Personen aufsteigend nach Einkommen und teilt diese in zehn gleich große Gruppen ein, also in jeweils 10 % der Gesamtbevölkerung, so erhält man die Einkommensdezile einer Volkswirtschaft. So wird sichtbar, welchen Anteil ein Dezil (z. B. das zehnte Dezil) am Gesamteinkommen hat. Der Top 10 % Einkommensanteil beschreibt das verfügbare Äquivalenzeinkommen der reichsten 10 % am Gesamteinkommen der Niederlande (somit sind Sozialversicherungsbeiträge als auch Lohnsteuer in der Berechnung inbegriffen). In den Niederlanden lag der Anteil der reichsten 10 % im Jahr 1995 bei 23 % des nominellen Äquivalenzeinkommens. Im Jahr 2008 lag der Anteil bei 22,3 % und 2017 bei 22 %. Der Anteil der Top 10 % ist seit 1996 trotz Auf- und Abschwankungen gesunken. Des Weiteren liegt die Niederlande unter dem EU-27 Durchschnitt: 2017 lag der Anteil am Gesamteinkommen der Top 10 % bei 23,9.

## Geschlechtsspezifische Einkommensungleichheit

### S80/S20 Einkommensquintilverhältnis
Das Einkommensquintilverhältnis kann zwischen 1995 und 2017 (mit einer Datenlücke zwischen 2000 und 2004) getrennt nach Geschlecht untersucht werden. Als Einkommen wird dabei das verfügbare Äquivalenzeinkommen von Männern und Frauen herangezogen. Über den betrachteten Zeitraum liegt das 80/20-Verhältnis für beide Geschlechter bei einem Wert von rund 4 und verändert sich über die Zeit nur geringfügig. Ein Verhältnis von 4 bedeutet, dass die Top 20 % der Bevölkerung in der Einkommensverteilung rund 4-mal so viel Einkommen besitzen, wie der Teil der Bevölkerung mit den niedrigsten 20 % der Einkommen. Generell ist das 80/20 Einkommensquintilverhältnis für Männer fast über den gesamten Zeitraum geringfügig höher. Die höchste Differenz zwischen den Top 20 % und den niedrigsten 20 % der Einkommen ist in den Niederlanden sowohl für Frauen als auch für Männer im Jahr 1996, mit einem Verhältnis von 4,3 für Frauen 4,5 für Männer zu beobachten. Dieser Wert fällt danach für beide Geschlechter etwas und erreicht den geringsten Wert mit 3,7 für Frauen in den Jahren 1999, 2010 und 2011 und 3,6 für Männer im Jahr 2010. Nach 2010 steigt das Einkommensquintilverhältnis für beide Geschlechter wieder an, wobei jener Wert für die Männer im Vergleich zu den Frauen wiederum etwas stärker zunimmt.

### Geschlechtsspezifisches Verdienstgefälle
Die Grafik zum geschlechtsspezifischen Verdienstgefälle zeigt die Entwicklung des unbereinigten Gender-Wage-Gaps in den NACE Wirtschaftszweigen Industrie, Baugewerbe und Dienstleistungen (ohne Öffentliche Verwaltung, Verteidigung und Sozialversicherung) in den Niederlanden im Vergleich zu den EU-27-Mitgliedsländern. Der unbereinigte Gender-Wage-Gap repräsentiert den Unterschied zwischen dem durchschnittlichen Bruttostundenlohn von Frauen als Anteil am durchschnittlichen Bruttostundenlohn der Männer. Liegt das geschlechtsspezifische Verdienstgefälle zu Beginn des Beobachtungszeitraums 2007 noch bei über 19 %, verringert sich dieses bis 2017 kontinuierlich (mit Ausnahme des Jahres 2011) auf ca. 15 %. In den Niederlanden konnte der unbereinigte Gender-Wage-Gap somit innerhalb von 10 Jahren um 4 Prozentpunkte reduziert werden. Etwas anders stellt sich die Situation für den Gender-Wage-Gap in denselben Sektoren im europäischen Durchschnitt dar. 2008 bemisst sich das geschlechtsspezifische Verdienstgefälle im europäischen Durchschnitt mit 17,3 % und damit geringer als in den Niederlanden. Im Unterschied zu den Niederlanden gelingt den europäischen Ländern im Durchschnitt allerdings keine oder nur geringfügige Reduktion des Verdienstgefälles im Zeitverlauf. Bereits im Jahr 2012 gleicht sich das Gefälle zwischen den Niederlanden und den EU-27 aus und Frauen verdienen um 17,5 % weniger als Männer. Auch nach 2012 sinkt der Gender-Wage-Gap in den Niederlanden stärker als im europäischen Durchschnitt. Infolgedessen beläuft sich das geschlechtsspezifische Verdienstgefälle in den Sektoren Industrie, Baugewerbe und Dienstleistungen am Ende des Beobachtungszeitraumes 2017 auf 16 % und liegt damit um einen Prozentpunkt über dem Wert in den Niederlanden.

## Regionale Einkommensungleichheit

Verfügbares Haushaltseinkommen nach NUTS 2 Regionen in den Niederlanden, 2016

### Verfügbares Haushaltseinkommen
Bei der Betrachtung der verfügbaren Haushaltseinkommen nach NUTS 2 Regionen 2016 in den Niederlanden fällt zuallererst auf, dass die regionalen Einkommensunterschiede gering ausfallen. Konkret verteilt sich das verfügbare Einkommen je Einwohner 2016 in den Niederlanden zwischen 15.800 Euro in Groningen und Friesland und 18.400 Euro in den Regionen Noord-Holland und Utrecht. Die größte Differenz in den durchschnittlichen verfügbaren Haushaltseinkommen zwischen den Regionen in den Niederlanden beträgt damit nur 3.600 Euro. Dieser Wert ist vor allem im Vergleich zu den regionalen Einkommensunterschieden in anderen europäischen Ländern klein. So liegt diese Differenz zwischen den höchsten und niedrigsten regionalen Einkommen in Italien beispielsweise bei knapp 13.000 Euro.
Auch wenn die regionalen Einkommen verhältnismäßig gleich verteilt sind, ist nichtsdestotrotz ein leichtes Nord-Süd-Gefälle zu erkennen. Während in den südlichen Regionen und in den mittleren Regionen in Küstennähe der Niederlande das pro Kopf verfügbare Einkommen 2016 bei 17.000 bis 18.000 Euro angesiedelt ist, verzeichnet die Bevölkerung des Nordens und in den mittleren Regionen innerhalb des Landes nur ein durchschnittliches Einkommen von 15.000 bis 17.000 Euro. Am oberen Ende der Einkommensverteilung sind vor allem die Regionen Noord-Holland mit der Hauptstadt Amsterdam sowie Utrecht mit ihrer gleichnamigen Stadt hervorzuheben. Im einkommensschwächeren Norden befinden sich bis auf die Stadt Groningen keine größeren Ballungsgebiete.
Die Niederlande verfügt über ein progressives Steuersystem. Da der in den Daten verwendeten Einkommensbegriff die verfügbaren Einkommen nach Steuern und Transfers beinhaltet, sind in der vorliegenden regionalen Einkommensverteilung von 2016 bereits alle umverteilenden Effekte einer progressiver Einkommensteuer sowie eines sozialen Transfersystems berücksichtigt.

### Armut und soziale Ausgrenzung

Anteil der von Armut und sozialer Ausgrenzung bedrohten Bevölkerung in den Niederlanden, 2016

Basierend auf der Definition von Eurostat zählt eine Person als von Armut und sozialer Ausgrenzung bedroht, wenn sie armutsgefährdet ist oder unter materieller Deprivation leidet oder in Haushalten mit sehr niedriger Erwerbstätigkeit lebt. Als armutsgefährdet gilt eine Person mit einem Äquivalenzeinkommen unterhalb 60 % des nationalen Medianäquivalenzeinkommens. Materielle Deprivation umfasst zum einen die wirtschaftliche Belastung und zum anderen den Mangel an langlebigen Gebrauchsgütern und ist definiert als die unfreiwillige Unfähigkeit sich bestimmte Güter des täglichen Lebens leisten zu können.
Allgemein ist der Anteil der von Armut bedrohten Bevölkerung in den Niederlanden 2016 bei Werten zwischen 13,4 % (Noord-Brabant) und 23,7 % (Groningen) angesiedelt. In anderen Worten, während beispielsweise in der Provinz Utrecht 2016 etwas mehr als jede zehnte Person von Armut und sozialer Ausgrenzung betroffen ist, ist es in Groningen jede fünfte. In den einkommensstärksten Provinzen Noord-Holland und Utrecht beträgt die Wahrscheinlichkeit, Armut zu erfahren und sozialer Ausgrenzung ausgesetzt zu sein, 18,1 bzw. 15,2 %. Die beiden Regionen liegen mit diesen Werten etwa im niederländischen Durchschnitt, der sich 2016 bei 16,7 % befindet. Im Vergleich zur Verteilung des verfügbaren Haushaltseinkommens ist des Weiteren auffällig, dass ein niedrigeres Einkommen nicht notwendigerweise mit einer höheren Armutsgefährdung in Verbindung zu bringen ist. So verfügt die Bevölkerung in der Region Overijssel 2016 nur ein vergleichsweise geringes verfügbares Einkommen, schneidet allerdings im Bezug auf die Armutsgefährdung nicht schlechter ab als viele Regionen mit höheren Einkommen und sogar besser als eine der einkommensstärksten Regionen Noord-Holland. Ähnliches gilt mit Ausnahme von Groningen auch für alle anderen Regionen im Norden. Wirft man einen Blick auf die Region Noord-Holland ist sogar eine positive Korrelation zwischen Einkommen und der Wahrscheinlichkeit von Armut betroffen zu sein zu beobachten.
Zusammenfassend lässt sich über die regionale Einkommens- und Armutsverteilung in den Niederlanden sagen, dass vor allem in den südlichen und zentralen Regionen mit großen Städten höhere Einkommen als in den siedlungsärmeren Gebieten des Nordens erwirtschaftet werden, sich diese regionalen Unterschiede aber nicht überall in der Armuts- und Ausgrenzungsgefährdung widerspiegeln. Da es sich bei den präsentierten Werten um reine regionale Durchschnittswerte handelt und keine regionalen Ungleichheitskennzahlen, wie ein regionaler Gini-Koeffizient, zur Verfügung stehen, kann keine Aussage darüber getroffen werden, ob vor allem die höheren Einkommen im Süden rein durch die vorhandenen Städte zu erklären sind.

### Ungleichheit in Metropolregionen
| Ungleichheit in Metropolregionen 2016 |                    |            |
| Stadt                                 | Bevölkerungsanteil | Einkommen  |
| Amsterdam                             | 16,0 %             | 29.310 USD |
| Groningen                             | 2,1 %              | 24.265 USD |
| Utrecht                               | 5,2 %              | 29.739 USD |
| Eindhoven                             | 4,4 %              | 27.318 USD |
| Rotterdam                             | 9,9 %              | 27.631 USD |
| Den Haag                              | 6,3 %              | 26.970 USD |

Da in den Niederlanden die regionale Einkommensungleichheit mit bevölkerungsstarken und bevölkerungsarmen Gebieten in Zusammenhang zu stehen scheint, könnte eine genauere Analyse der Ungleichheit zwischen und in den niederländischen Metropolregionen von Interesse sein. Die Tabelle zeigt dabei die durchschnittlichen Einkommen in den größeren Städten der Niederlande basierend auf OECD Daten. Das Einkommen wird als verfügbares Haushaltseinkommen in US-Dollar zu konstanten Preisen gemessen. In vielen anderen Ländern stehen zudem Kennzahlen zur Verfügung, die Ungleichheit sowie die Armutsgefährdung innerhalb der Metropolregionen messen. Für die Niederlande hingegen besteht diese Möglichkeit nicht und auch für die Einkommen liegen nur für die sechs dargestellten Städte Einträge vor. Diese sechs Städte repräsentieren allerdings über 40 % der Gesamtbevölkerung der Niederlande. In den sechs Metropolen beträgt das verfügbare Haushaltseinkommen zwischen 24.200 USD in Groningen und 29.310 in der Hauptstadt Amsterdam, wobei auch die restlichen vier Städte nur knapp hinter dem verfügbaren Haushaltseinkommen in Amsterdam liegen. Bis auf Groningen sind alle angeführten Städte im Süden und den zentralen Regionen der Niederlande angesiedelt. Ähnlich zur Einkommensverteilung auf regionaler Ebene, kann somit auch auf Basis der Metropolregionen das Nord-Süd-Gefälle in den Einkommen festgestellt werden.
Zwar können die angeführten Einkommenswerte aufgrund unterschiedlicher Währungen nicht eins zu eins mit dem verfügbaren Haushaltseinkommen nach NUTS 2 Regionen verglichen werden, dennoch zeigt sich nach einer Umrechnung von USD in Euro ein extremer Unterschied zwischen den Einkommen in den Städten und den Durchschnittswerten in den Regionen, in denen sie sich befinden. Beispielsweise hat die Region in der Amsterdam liegt ein durchschnittliches, verfügbares Haushaltseinkommen von 18.400 Euro, während die gleiche Messgröße in der Stadt Amsterdam selbst mit 26.283 Euro fast um 8.000 Euro darüber liegt. Eine ähnlich hohe Differenz ist auch zwischen den Durchschnittswerten den anderen Städten und ihren Regionen zu beobachten.
In Summe lässt sich also sagen, dass die ohnehin geringfügigen regionalen Einkommensunterschiede zwischen Norden und Süden möglicherweise vor allem durch die höheren Einkommen in den bevölkerungsstarken Regionen des Südens erklärt werden können. Ein möglicher Erklärungsansatz für die höheren Einkommen in den bevölkerungsreichen Gebieten wären höhere Lebenserhaltungskosten in den Städten.